# 望月拓郎
望月 拓郎（もちづき たくろう、1972年8月28日 - ）は、日本の数学者（微分幾何学・代数幾何学）。博士（理学）（京都大学・課程博士・1999年）（学位論文 『Gromov-Witten class and a perturbation theory in algebraic geometry』。京都大学数理解析研究所教授。
大阪市立大学理学部助手、京都大学大学院理学研究科助教授、京都大学大学院理学研究科准教授、京都大学数理解析研究所准教授などを歴任した。

## 概要
長野県出身。微分幾何学や代数幾何学を専攻する。調和バンドルとツイスターD加群の研究などで知られている。微分方程式に関する「柏原予想」の証明に成功した。2011年（平成23年）には30代にして日本学士院賞を受賞した。京都大学大学院理学研究科で学び、大阪市立大学や京都大学に勤務した。

## 来歴

### 生い立ち
1972年（昭和47年）生まれ、長野県長野市出身。長野県長野高等学校を卒業後、京都大学に進学。理学部にて学んでいたが、在学中にトポロジーの本を読み、「計算で答えを出す高校までの数学からガラッと変わった」と述懐している。大学院の理学研究科に飛び入学で進学するため、1994年（平成6年）に理学部を中途退学した。1996年（平成8年）、京都大学の大学院における修士課程を修了した。それに伴い、修士（理学）の学位を取得した。大学院在学中に「Gromov-Witten class and a perturbation theory in algebraic geometry」と題した博士論文を執筆した。1999年（平成11年）、京都大学の大学院における博士課程を修了した。それに伴い、博士（理学）の学位を取得した（甲博士）。

### 数学者として
大学院修了後、大阪市立大学に採用され、1999年（平成11年）に理学部の助手として着任した。2004年（平成16年）、母校である京都大学に転じ、大学院の理学研究科にて助教授に就任した。なお、2007年（平成19年）学校教育法改正により職位が助教授から准教授となった。2008年（平成20年）、本務が理学研究科から数理解析研究所となり、そちらでも准教授に就任した。2012年（平成24年）、京都大学の数理解析研究所にて教授に昇任した。その傍ら、他の教育・研究機関でも教鞭を執った。オーバーヴォルファッハ数学研究所においては、サイモンズ客員教授を兼任した。

## 研究

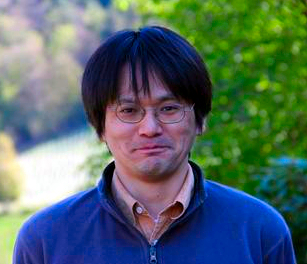
2015年、バーデン＝ヴュルテンベルク州オルテナウ郡オーバーヴォルファッハにて

専門は数学であり、特に微分幾何学や代数幾何学といった分野の研究に従事した。当初、数学のさまざまな分野に関心を持っており、大阪市立大学に勤務する頃までは研究テーマがなかなか定まらなかった。のちに同値性を主要な研究テーマとし、調和バンドルとツイスターD加群の研究などで知られるようになった。幾何と解析の観点から調和バンドルを研究し、代数と解析の観点からツイスターD加群の研究に取り組んだ。柏原正樹が1996年（平成8年）に提唱し「半世紀は解けない」と言われていた「柏原予想」に取り組み、2011年（平成23年）に発表した論文にて柏原予想の証明に成功した。2014年（平成26年）には国際数学者会議にて全体講演を行った。
これまでの業績に対し、多くの賞が授与されている。2006年（平成18年）には、「Harmonic bundleの漸近挙動」に対して日本数学会より春季賞が授与された。2008年（平成20年）には、「ツイスターD-加群と半単純偏屈層の研究」に対して湯川・朝永奨励賞が授与された。「調和バンドルの漸近挙動の研究」に対しては、2010年（平成22年）3月1日に日本学術振興会より日本学術振興会賞が授与されるとともに、同日に日本学士院からも日本学士院学術奨励賞が授与された。2011年（平成23年）6月20日には、「純ツイスターD-加群の研究」に対して日本学士院賞が授与された。2012年（平成24年）には、「調和バンドルと純ツイスターD-加群の研究」に対して、大阪科学賞が授与されている。2021年（令和3年）には、「調和バンドルとツイスターD加群の研究」に対して朝日賞が授与されている。2022年に東洋人で初めて数学ブレイクスルー賞を受賞。

## 人物
数学の魅力について、未知の世界への探検に例えて説明している。

## 略歴
- 1972年 - 誕生[2][4]
- 1994年 - 京都大学理学部中途退学[2][† 3]
- 1996年 - 京都大学大学院理学研究科修士課程修了[2]
- 1999年 - 京都大学大学院理学研究科博士課程修了[2]
- 1999年 - 大阪市立大学理学部助手[2]
- 2004年 - 京都大学大学院理学研究科助教授[2]
- 2007年 - 京都大学大学院理学研究科准教授[2]
- 2008年 - 京都大学数理解析研究所准教授[2][4]
- 2012年 - 京都大学数理解析研究所教授[4]

## 受賞歴

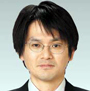
日本学士院学術奨励賞受賞に際して公表された肖像写真

- 2006年 - 春季賞[9]
- 2008年 - 湯川・朝永奨励賞[10]
- 2010年 - 日本学術振興会賞[11]
- 2010年 - 日本学士院学術奨励賞[12]
- 2011年 - 日本学士院賞[3]
- 2012年 - 大阪科学賞[15]
- 2021年 - 朝日賞[16][17]
- 2022年 - 数学ブレイクスルー賞[18]

## 講演
- 2014年 - 国際数学者会議全体講演[4][8]